# Setge d'Alamut
El Setge d'Alamut  de 1256 va ser un fet d'armes que va concloure amb la victòria del cap mongol Hülegü, net de Genguis Kan i germà del cap suprem mongol Mongke, sobre l'estat ismaïlita i que va culminar en la presa, saqueig i destrucció d'Alamut.

## Antecedents
Alamut es troba al cim conegut com a Alah Amut, que des del 1090 fou la capital d'un estat ismaïlita (després ismaïlita nizarita) format per territoris dispersos a l'Iran i Síria. Els ismaïlites s'havien revoltat a favor dels fatimites als darrers anys del regnat del soldà Malik Shah. La revolta va agafar volada en nom del nizarisme durant el regnat del soldà Barkyaruq. Fortaleses al Kohistan, Kumis, Fars i la Djazira de Síria foren ocupades pels rebels.
L'exèrcit de l'mongol, dirigit per Hülegü i el seu comandant xinès Guo Khan, i compost per mongols, els seus vassalls xinesos, cristians armenis, georgians, perses, i francs del Principat d'Antioquia tenia per objectiu conquerir l'estat ismaïlita.
Va sortir cap a Pèrsia el 1253 per una ruta preparada amb molta cura, on prèviament es van construir ponts sobre cada riu per facilitar el pas de les tropes; el setembre/octubre de 1255 va arribar a Kan-i Gul prop de Samarcanda, on va acampar i va restar el novembre, i va creuar l'Oxus l'1 de gener de 1256. Encara que van fracassar a Gerdkuh va ocupar totes les fortaleses del Kuhistan i Kumis, i els petits sobirans de Pèrsia i el Caucas li van oferir homenatge i va destruir als luris.
Muhammad III d'Alamut es negava a negociar contra el parer dels seus general i fou assassinat per un cortesà el 1255; es van fer negociacions que no van portar a res i els mongols van anar acostant-se a Alamut.

## El setge
Rukn al-Din Khurshah, fill de Muhammad III d'Alamut finalment va lliurar la seva inexpugnable fortalesa d'Alamut sense combatre el 1256, tot i que probablement no haurien pogut conquerir, amb l'esperança que fou respectada, però va ser arrasada fins als fonaments.

## Conseqüències
Totes les fortaleses es van rendir excepte Gerdkuh i Lamasar, i les fortaleses de Síria que es van lliurar dels mongols foren ocupades pel Soldanat Mameluc. El següent objectiu en la conquesta de l'islam fou el Califat Abbàssida, amb el setge de Bagdad que fou destruïda a principis de 1258.